# Байкалски хребет
Байка̀лският хребет (на руски: Байкальский хребет; на бурятски: Байгалай дабаан) е планински хребет в Южен Сибир, разположен на територията на Иркутска област и Република Бурятия, Русия, простиращ се покрай северозападния бряг на езерото Байкал. Дължината му е около 300 km. Има висок (1700 – 2000 m) силно разчленен гребен, с максимална височина връх Черски 2588 m, издигащ се в централната му част и е наименуван в чест на руския геолог и географ Ян Черски. Изграден е от протерозойски кристалинни шисти, кварцити, варовици и гранити. Стръмните му източни склонове, обърнати към Байкал на височина до 900 – 1000 m са заети от лесостепи и борови гори, а в по-нагоре – от тъмноиглолистна тайга. В средните и северните му части преобладава широколистна тайга от лиственица, развиваща се върху планински ожелезнени почви, а над 1400 m – редки гори от лиственица, примесени с кедров клек. По върховете е развита планинска тундра и безжизнени каменисти участъци. От южната част на хребета води началото си река Лена, където е разположен Байкало-Ленският резерват и големият ѝ десен приток Киренга.
Северната част на хребета между сгт Кунерма в Иркутска област и град Северобайкалск в Бурятия се пресича от участък на Байкало-Амурската магистрала.
Първите научни сведения за хребета и първото му грубо картиране е извършено през 1857 г. от руския географ Арсений Усолцев по време на неговото пътешествие в Далечния Изток и Южен Сибир. През 1877-78 г. полският геолог и географ на руска служба Ян Черски извършва детайлни физикогеографски изследвания в района и точно топографско картиране на хребета.

## Топографска карта
- N-49-А М 1:500 000[5]